# Caroline Simard
Pour les articles homonymes, voir Simard.
Caroline Simard, née le 5 juillet 1974 et originaire de Baie-Saint-Paul, est une entrepreneuse, professionnelle en communications-marketing, consultante en recherche marketing et femme politique québécoise.
Elle est députée à l'Assemblée nationale du Québec de la circonscription de Charlevoix-Côte-de-Beaupré de 2014 à 2018 sous la bannière du Parti libéral du Québec.

## Biographie

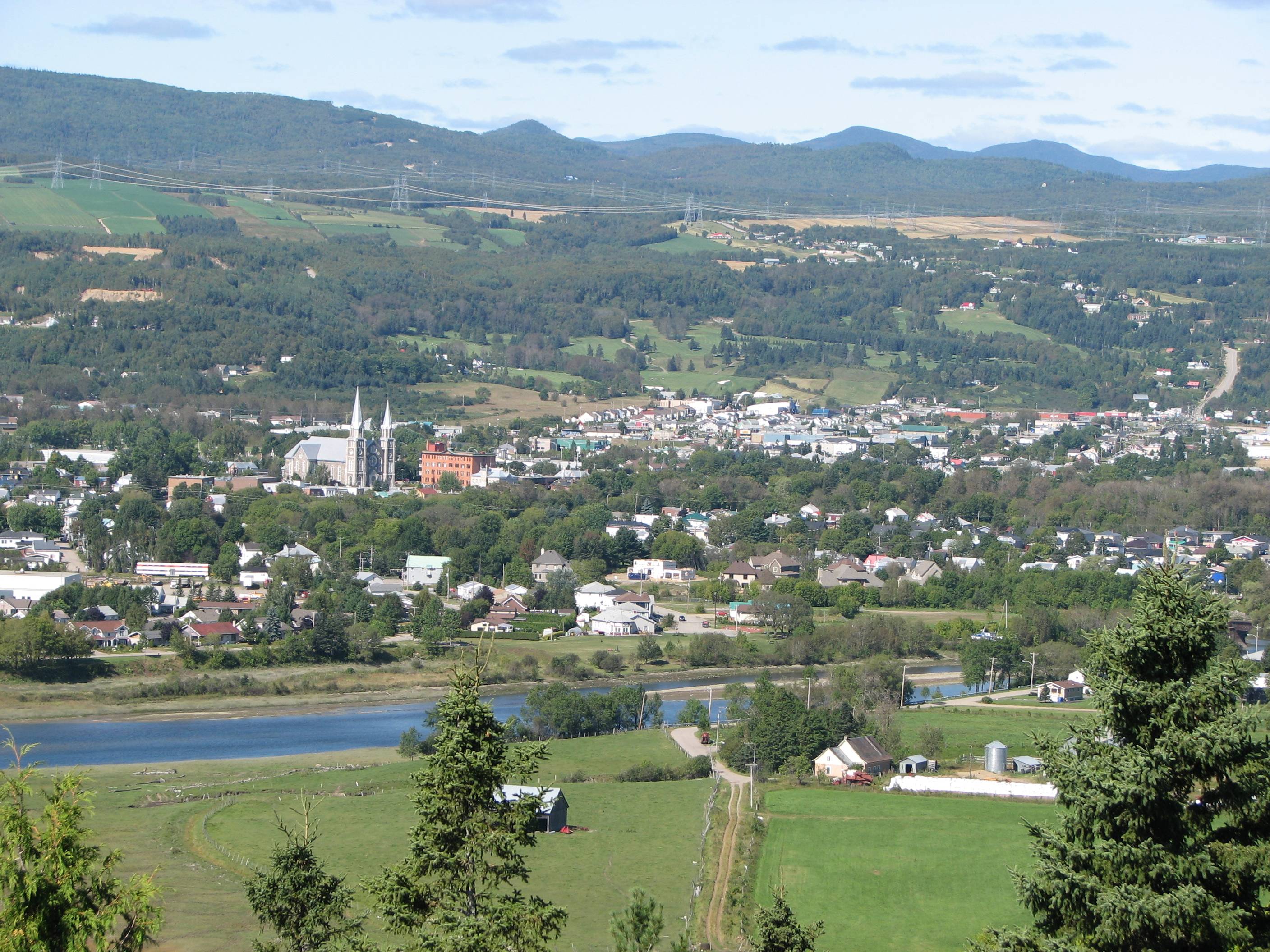
Caroline Simard est originaire de Baie-St-Paul.

Née le 5 juillet 1974, Caroline Simard est originaire de Baie-Saint-Paul.

### Jeunesse et formation
Caroline grandit à Baie-Saint-Paul où elle étudie à l’École Sir Rodolphe-Forget (1re à 4e), à l'école Thomas-Tremblay (5e et 6e) et à la polyvalente Saint-Aubin.
Elle fait ses études collégiales au Collège François-Xavier-Garneau, à Québec, et obtient un baccalauréat en études françaises (rédaction et communications) de l'Université de Sherbrooke.
D’abord à l’emploi de Statistique Canada en 1996, elle œuvre par la suite dans le domaine de la recherche marketing dans la région de Sherbrooke, chez Ténor Marketing . Elle quitte les Cantons-de-l’Est pour Montréal en 2000 et réalise plusieurs mandats en communication et recherche marketing comme consultante autonome auprès notamment de Léger Marketing et de diverses autres firmes de la région métropolitaine. En 2001, sur invitation du Groupe Cossette Communication, elle devient chargée de projets et conseillère principale au sein de la division Impact Recherche, à Québec. En 2006, elle fonde sa propre entreprise de recherche en marketing, Doxa Focus, où elle est consultante principale en recherche marketing et rédactrice-réviseure,,,.
Elle est membre de plusieurs organisations, soit du Comité Aile-Jeunesse de la Chambre de commerce de la région sherbrookoise en 1999 et en 2000, du conseil d'administration de l'Opération Nez rouge en 2001, du conseil d'administration de Préambule Communication de 2002 à 2005, de l'Association de la recherche et de l'intelligence en marketing de 2003 à 2006, de la Société des communicateurs du Québec de 2003 à 2006, de la Qualitative Research Consultants Association (QRCA) en 2006 et en 2007, de la Jeune chambre de commerce de Québec de 2007 à 2014, de la Chambre de commerce de Charlevoix de 2007 à 2010, de la Chambre de commerce et d'industrie de Québec de 2008 à 2014. Elle est également ambassadrice de la YWCA Québec pour La grande Marelle de 2011 à 2014 pour contrer l’itinérance chez les femmes et membre-partenaire de la Société des communicateurs du Québec de 2012 à 2014.

## Carrière politique
Caroline Simard est élue députée à l'Assemblée nationale du Québec sous la bannière du Parti libéral du Québec dans la nouvelle circonscription de Charlevoix–Côte-de-Beaupré, qui comprend aussi l'Île d'Orléans, à l'élection générale québécoise du 7 avril 2014, l'emportant sur Pauline Marois, alors première ministre du Québec et cheffe du Parti québécois,,. Pendant son mandat, elle est adjointe parlementaire au premier ministre Philippe Couillard, pour les volets Jeunesse, Petite enfance et Lutte contre l’intimidation d'avril 2014 à février 2016 et adjointe parlementaire à la ministre du Tourisme, Julie Boulet, de février 2016 à août 2018. 
Pendant sa carrière politique, elle est membre de plusieurs commissions, soit la Commission de la santé et des services sociaux (2014-2018), de la Commission des relations avec les citoyens (2015-2018), de la Commission de l'aménagement du territoire (2014-2015), de la Commission de l'administration publique (2014-2015) et de la Commission de l'économie et du travail (2016-2018). Elle est également membre de la section du Québec de l'Association parlementaire du Commonwealth (2014-2018), de l'Assemblée parlementaire de la francophonie (2014-2018), de la Confédération parlementaire des Amériques (2014-2018) et du conseil d'administration de l'Office franco-québécois pour la jeunesse (OFQJ) (2015-2016). Représentante de la section du Québec au Réseau des femmes parlementaires du Commonwealth (2016-2018), elle est également membre du conseil d’administration de la Fondation des parlementaires québécois - Culture à partager (2017-2018). 
Pendant son mandat, Caroline Simard effectue plusieurs missions. Elle participe notamment à la 53e conférence régionale canadienne de l'Association parlementaire du Commonwealth (Victoria, Colombie-Britannique - 2015), à la 54e et 55e conférence régionale canadienne de l'Association parlementaire du Commonwealth (Winnipeg, Manitoba - 2017; St-John's, Terre-Neuve-Labrador - 2016), ainsi qu'à la 61e séance du conseil d’administration de l’Office franco-québécois pour la jeunesse (Paris, France - 2015). Elle participe également au programme de sensibilisation des femmes parlementaires du Commonwealth (Regina, Saskatchewan - 2016) et au mandat d'initiative sur les conditions de vie des femmes autochtones en lien avec les agressions sexuelles et la violence conjugale (Nunavik - 2016). 
Elle est à nouveau candidate pour le Parti libéral du Québec dans Charlevoix-Côte-de-Beaupré pour les élections 2018 au Québec,, où elle est défaite par Émilie Foster de la Coalition avenir Québec.

## Implications
Caroline Simard s’est par ailleurs engagée dans diverses associations d’affaires, dont la Chambre de commerce et d’industrie de Québec (C.C.I.Q.), l’Alliance Affaires Côte-de-Beaupré, la Jeune Chambre de commerce de Québec (J.C.C.Q.) et la Chambre de commerce de Charlevoix. Elle a aussi été active auprès d’organismes d’entraide, dont la Société de l’arthrite de l’Est-du-Québec, le Centre de la famille Valcartier et la YWCA-Québec.

## Vie après la politique
Rapidement après les élections générales provinciales d’octobre 2018, Caroline est embauchée par La Capitale assurances générales à titre de conseillère en recherche et stratégies marketing. Elle devient conseillère connaissance du client et intelligence marché chez Beneva, mutuelle née de la fusion de La Capitale et de la SSQ assurances générales.    
Depuis 2022, Caroline Simard est rédactrice en chef de la revue Le Temps de parole, publiée par le Cercle des ex-parlementaires de l'Assemblée nationale du Québec. Elle est aussi présidente du comité des communications du Cercle.   
À partir de janvier 2023, elle coanime avec Caroline Stephenson à CKRL 89,1 FM, le lundi de 8h à 9h, dans le cadre de l’émission Les matins éphémères, un segment d'émission intitulé Deux Caro aux micros durant laquelle elles s’entretiennent avec des invités de Mme Simard sur des sujets et thèmes différents chaque semaine.     

## Résultats électoraux
|                                                                                               | Nom                        | Parti               | Nombre de voix | %      | Maj.  |
| --------------------------------------------------------------------------------------------- | -------------------------- | ------------------- | -------------- | ------ | ----- |
|                                                                                               | Émilie Foster              | Coalition avenir    | 15 761         | 45,4 % | 7 890 |
|                                                                                               | Caroline Simard (sortante) | Libéral             | 7 871          | 22,7 % | -     |
|                                                                                               | Nathalie Leclerc           | Parti québécois     | 6 012          | 17,3 % | -     |
|                                                                                               | Jessica Crossan            | Québec solidaire    | 4 472          | 12,9 % | -     |
|                                                                                               | Andréanne Bouchard         | NPD Québec          | 330            | 0,9 %  | -     |
|                                                                                               | Albert Chiasson            | Citoyens au pouvoir | 292            | 0,8 %  | -     |
| Total                                                                                         | Total                      | Total               | 34 738         | 100 %  |       |
| Le taux de participation lors de l'élection était de 68,5 % et 605 bulletins ont été rejetés. |                            |                     |                |        |       |